# CMC International
CMC International Records è stata un'etichetta discografica, appartenente alla Sanctuary Records, che si occupava principalmente di artisti di genere metal.

## Artisti
- Annihilator
- Bruce Dickinson
- Overkill
- Iron Maiden (solo negli USA)
- Saxon (passati alla SPV GmbH)
- Motörhead (passati alla SPV GmbH)
- Warrant
- The Fixx
- 38 Special
- Dokken
- Kix
- Night Ranger
- Saigon Kick
- Slaughter
- Lynyrd Skynyrd
- Tyketto
- Loverboy
- Styx
- Vixen
- Yngwie J. Malmsteen